# Chris Jericho
Christopher Keith Irvine (Manhasset, New York, 9. studenoga 1970.), poznatiji pod kečerskim imenom Chris Jericho, američko-kanadski je profesionalni hrvač, glazbenik, pisac i glumac koji je trenutno pod ugovorom s All Elite Wrestlingom (AEW). U profesionalnom hrvanju Jericho je najpoznatiji po nastupima u WWE-u između 1999. i 2018. godine. Jericho je među novinarima i ostalim profesionalnim hrvačima poznat kao jedan od najvećih profesionalnih hrvača svih vremena.